# Brouwerij Lefebvre
Brouwerij Lefebvre is een familiale bierbrouwerij gelegen in de Zennevallei in Quenast in de Belgische provincie Waals-Brabant.

## Geschiedenis
De brouwerij werd in 1876 opgericht door Jules Lefèbvre. Tijdens de Eerste Wereldoorlog, in 1916, werd de brouwerij ontmanteld door de Duitse bezetter. 
In 1921 verhuisde Auguste, de zoon van Jules, de brouwerij van het dorpscentrum naar een hoger gelegen gedeelte. Daar werd de huidige locatie gevonden in de gebouwen van een failliete brouwerij. Datzelfde jaar werd door Gaston Lefèbvre, de derde generatie een bottellijn geïnstalleerd. Tijdens de Tweede Wereldoorlog werd de brouwerij niet ontmanteld, maar draaide ze zoals de meeste overgebleven brouwerijen op een laag pitje. 
In 1954 deed, met Pierre Lefèbvre, de vierde generatie haar intrede in de brouwerij en werden de bieren Super-Houblo en Porph-Ale gelanceerd. In 1975 kwam Philippe Lefèbvre, de vijfde generatie, aan het roer en vanaf 1978 begon men de abdijbieren Abbaye de Bonne-Espérance te brouwen. Sinds 1983 brouwt Lefebvre ook de Floreffe-bieren, onder licentie van de abdij van Floreffe. In 2002 voegde Paul Lefèbvre, zoon van Philippe, zich bij het team waar ook zijn zus Céline en zijn moeder Ann bijhoren.

## Bieren
| Naam                                               | % Alcohol | type             | Opmerking                                        |
| -------------------------------------------------- | --------- | ---------------- | ------------------------------------------------ |
| Barbãr                                             | 8,0       | Blond            | Met honing                                       |
| Barbãr Bok                                         | 8,0       | Bruin            | Enkel verkrijgbaar in de winter                  |
| Belgian Framboises                                 | 3,5       | Fruitbier        | Met toevoeging van framboos                      |
| Belgian Kriek                                      | 3,5       | Fruitbier        | Met toevoeging van kriek                         |
| Belgian Pêches                                     | 3,5       | Fruitbier        | Met toevoeging van perzik                        |
| Blanche de Bruxelles                               | 4,5       | Belgisch witbier | Oorspronkelijk uitgebracht onder de naam Student |
| Floreffe Blond                                     | 6,3       | Blond            | Erkend Belgisch Abdijbier                        |
| Floreffe Dubbel                                    | 6,3       | Bruin            | Erkend Belgisch Abdijbier, Hergisting op de fles |
| Floreffe Tripel                                    | 7,5       | Blond            | Erkend Belgisch abdijbier, Hergisting op de fles |
| Floreffe Prima Melior                              | 8,0       | Blond            | Erkend Belgisch abdijbier, Hergisting op de fles |
| Floreffe Wit                                       | 4,5       | witbier          | Erkend Belgisch abdijbier                        |
| Abbaye de Bonne-Espérance Blonde légèrement ambrée | 7,8       | amber            | Erkend Belgisch Abdijbier                        |
| Abbaye de Bonne-Espérance Blonde                   | 6,3       | blond            | Erkend Belgisch Abdijbier                        |
| Abbaye de Bonne-Espérance Brune                    | 6,3       | bruin            | Erkend Belgisch Abdijbier                        |
| Hopus                                              | 8,3       | Blond            |                                                  |
| Hopus Primeur 2013                                 | 8,3       | Blond            | Met extra dry hopping                            |
| Manneken Pils                                      | 5         | Blond            | Pils, voor 2010 uitgebracht als La Quenast       |
| Moeder Overste                                     | 8,0       | Tripel           |                                                  |
| Newton                                             | 3,5       | Fruitbier        | Met toevoeging van appel                         |
| Saison 1900                                        | 5,2       | Amber            |                                                  |
| Super Houblo                                       |           |                  | wordt niet meer geproduceerd                     |
| Porph-Ale                                          |           |                  | wordt niet meer geproduceerd                     |